# Salisbury
Salisbury [sólzbry] je město v anglickém hrabství Wiltshire. Je nejrozsáhlejší částí distriktu Salisbury. Nachází se na okraji Salisburské nížiny v jihovýchodní části hrabství Wiltshire na soutoku řek Nadder, Ebble, Wylve a Bourne s řekou Avon.

## Historie
Území v okolí Salisbury bylo osídleno již v době železné a bylo vybráno pro dostatek vodních zdrojů. Římané tuto osadu nazývali Sorviodunum. V pozemkové knize z doby Normanů je toto město označováno jako Salesberie.

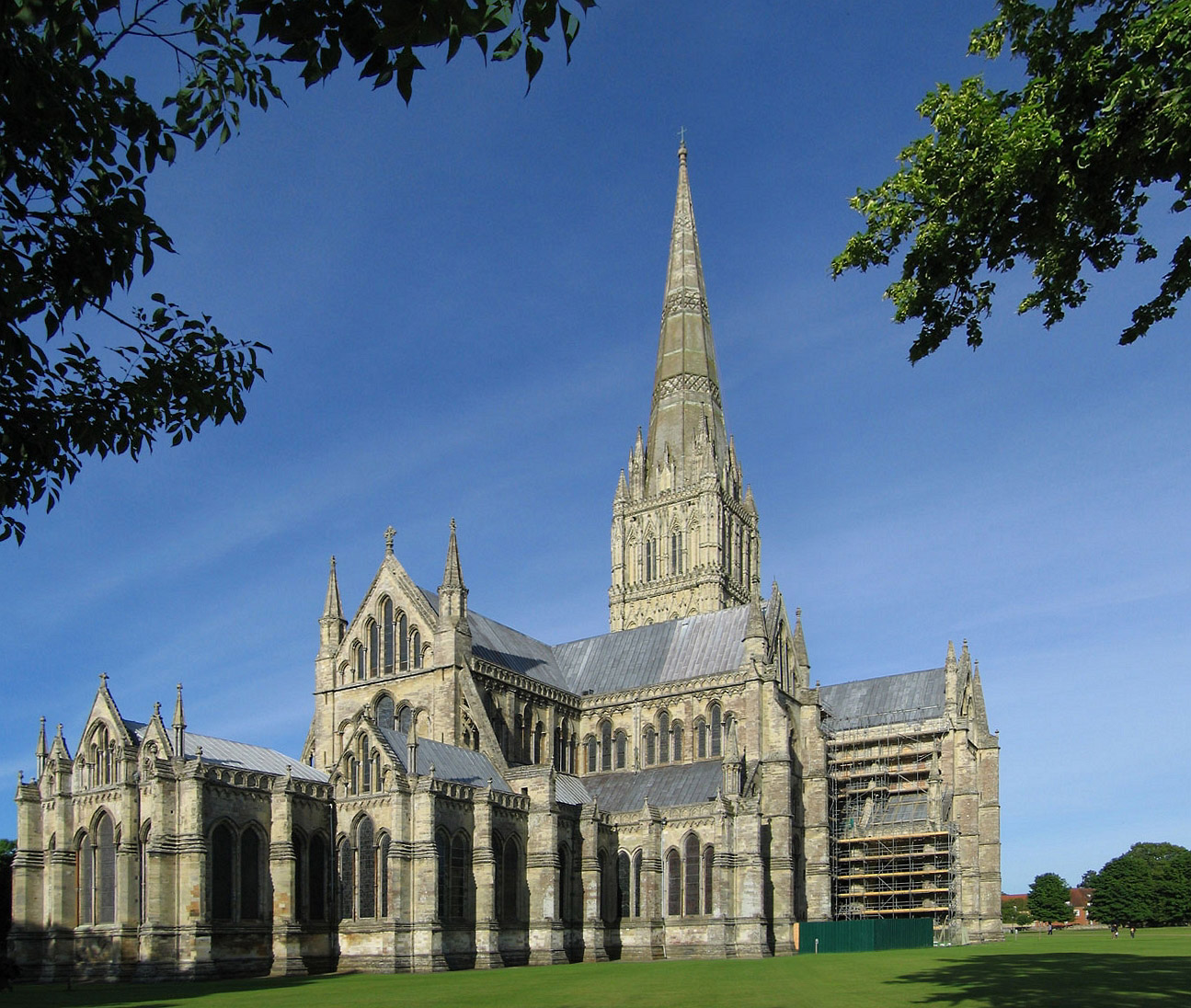
Salisburská katedrála

První katedrála byla postavena na místě původního města (také označované Old Sarum) biskupem Osmundem v letech 1075 až 1092. Zhoršující se vztahy mezi církví a vojáky vedly roku 1219 biskupa Richarda Pooreho k rozhodnutí založit nové město a postavit novou katedrálu na pozemcích, které vlastnila církev, asi 3 km od původní osady v údolí řeky Avon. Výstavba nového města byla zahájena roku 1220.
Stavba hlavní budovy katedrály byla zahájena roku 1221, byla dokončena za 38 let a je považována za mistrovský příklad raně anglické architektury. Věž katedrály, vysoká 123 m, je jednou z nejvyšších ve Velké Británii. Ve sbírkách její knihovny je uschován jeden z mála dochovaných exponátů Magny Charty. Velké mechanické hodiny, jedny z nejstarších dochovaných ve Velké Británii, byly na katedrálu instalovány roku 1386.
Město se rychle rozvíjelo a ve 14. století bylo hlavním centrem Wiltshire. Městské hradby byly postaveny ve 14. století a obsahují čtyři brány, z nichž čtyři, High Street Gate, St Ann's Gate, Queen's Gate a St Nicholas's Gate, jsou původní a pátá, byla vybudována v 19. století. V době velkého moru roku 1665 král Karel II. Stuart sem přestěhoval svůj dvůr.                     
Roku 2018 byli ve městě pravděpodobně ruskou tajnou službou otráveni dvojitý agent Sergej Skripal a jeho dcera Julia.

## Geografie
Salisbury se nachází v údolí. Geologické podloží této oblasti tvoří, podobně jako celého jižního Wiltshire a Hampshire, křída. Řeky, které protékají městem, byly často regulovány a jejich voda je využívána k zavlažování půdy. Vzhledem k nížinnému charakteru oblasti bývají řeky, především v zimním období, rozvodněné.
Na sever a na východ od města se rozkládá Salisburská nížina. Většina této oblasti je využívána armádou jako vojenský výcvikový prostor. U Middle Wallop se nachází vojenská letecká základna a u Thruxtonu malé civilní letiště. Salisbury není napojeno na dálniční síť.

## Ekonomika
V Salisbury jsou od roku 1227 každé úterý a čtvrtek pořádány trhy. V 15. století byly na tržiště umístěny kamenné kříže, vymezující oblast prodeje jednotlivých druhů zboží. Do současné doby se dochoval pouze drůbeží kříž.
Světoznámá památka Stonehenge, nacházející se asi 13 km na severovýchod od Salisbury, má velmi pozitivní vliv na ekonomické příjmy, hlavně z turistického ruchu. Město samotné je atraktivní pro turisty hlavně svou katedrálou a oblastí původního města Old Sarum.
Hlavními nákupními centry jsou Old George Mall, Maltings a Winchester Street. Nejdůležitějšími zaměstnavateli v rámci města jsou Salisbury District Hospital, Friends Provident a společnost vyrábějící pyrotechniku Pains Wessex.

## Osobnosti
- Philip Massinger (1583–1640), dramatik pozdní renesance
- Robert Cecil (1864–1958), politik a diplomat, spoluzakladatel a první prezident Společnosti národů, nositel Nobelovy ceny za mír
- Herbert Ponting (1870–1935), fotograf
- John Rhys-Davies (* 1944), herec
- Edward Rutherfurd (* 1948), spisovatel
- Joseph Fiennes (* 1970), herec

## Partnerská města
- Saintes, Francie
- Salisbury, Maryland, USA
- Salisbury, Severní Karolína, USA
- Xanten, Německo